# شارل ژولین بریانشون
شارل ژولین بریانشون (به فرانسوی: Charles Julien Brianchon) (زاده ۱۹ دسامبر ۱۷۸۳ - درگذشته ۲۹ آوریل ۱۸۶۴) یک ریاضی‌دان و شیمی‌دان فرانسوی بود. او در سن ۱۸ سالگی در ۱۸۰۴ وارد مدرسهٔ پلی تکنیک شد و زیر نظر مونژ تا ۱۸۰۸ به عنوان دانشجوی نمونه فارغ‌التحصیل شد. سپس به مدرسهٔ نظامی ناپلئون رفت. تا این که در سال ۱۸۱۸ در وینسس استاد مدرسه نظامی شد. او بیشتر به خاطر اثبات قضیهٔ بریانشون معروف است. کتاب او به صورت اینترنتی در دسترس است.